# Жан-Батист Грибовал
Жан Грибовал (фр. Jean-Baptiste Vaquette de Gribeauval; 15. септембар 1715 – 9. мај 1789) је био француски генерал, један од најзначајнијих артиљераца 18. века.

## Биографија
Жан Грибовал је рођен 1715. године у Амијену. У француску војску ступио је 1732. године, а три године касније постао је официр. Од 1755. године је у војној мисији у Пруској. Грибовал је учествовао у Седмогодишњем рату. Године 1757. упућен је у савезничку Аустрију где је радио на унапређењу артиљерије. Као аустријски генерал, истакао се при опсади Глаца и одбрани Швајдница. Након рата се враћа у Француску где је у својству инспектора артиљерије радио на усавршавању француске артиљерије. Царица Марија Терезија одликовала га је орденом Марије Терезије и чином фелдмаршаллајтнанта. Године 1765. примио је и орден Светог Луја. Грибовал је умро 1789. године у Паризу, непосредно пред избијање Револуције.

## Грибовалов систем
Његов систем оружја прихваћен је 1774. године. Одликовао се малом тежином и покретљивошћу. Све цеви његових топова имале су дужину од 18 калибара, а сви лафети и предњаци исту ширину колотрага. Грибовал је увео израду једнообразних делова оруђа тако да су се лако могли замењивати. Дефинитивно је одвојио пољску од опсадне опреме. Захваљујући Грибоваловим реформама, француска артиљерија била је најбоља европска артиљерија на почетку Француских револуционарних ратова. Грибовалове реформе заслужне су за француску победу над аустријско-пруском војском у бици код Валмија 1792. године током Рата прве коалиције. Његове новине прихватиле су и друге европске државе и оне су остале непромењене готово читавих педесет година.